# Tito Sextio Magio Laterano (cónsul 197)
Tito Sextio Magio Laterano  fue un senador y patricio romano nacido en Italia. Si bien desconocemos las fechas exactas de su nacimiento o muerte, consta que vivió a finales del siglo II y principios del III.

## Familia
Era hijo de Tito Sextio Laterano, cónsul en el año 154; miembro, por tanto, de una larga familia de patricios que habían ejercido como cónsules.

## Carrera política
La primera noticia que nos ha llegado de su carrera es de 195, cuando participó como dux (jefe militar) con el emperador Septimio Severo en la guerra contra los partos, en la que se obtuvieron las importantes victorias de Cícico, Bitinia e Issos de Cilicia, iniciando el asedio a Bizancio que cayó bajo sus fuerzas en 196, campaña por la que Laterano fue recompensado por el emperador con grandes riquezas. Además, en 197, fue nombrado cónsul por Septimio Severo.
Residió en el palacio romano de Letrán que tomó de él su nombre (Laterano > Letrán) y que hoy es Patrimonio de la humanidad.